# Болдур-Лацеску Теодор
Теодор Болдур-Лацеску (рум. Teodor Boldur-Lățescu, нар. 1837, Молдова — пом. червень 1891, Ботошань, Румунія) — політичний діяч, активіст, адвокат, філантроп, есейист і публіцист з Молдови, відомий своєю агресивною підтримкою молдавського сепаратизму. Він був префектом і депутатом Болграда в період, коли цей регіон був окупований Об'єднаними Румунськими князівствами.

## біографія
Теодор Болдур-Лацеску народився у 1837 році в родині заможних молдавських бояр. Його мати, Аніка, належала до родини Балш, яка виводила своє походження з чорногорської династії Балшіć. Однак Теодор не зміг зберегти економічний стан своєї родини й був змушений працювати адвокатом.
Болдур-Лацеску спочатку долучився до політики в Національній партії, яка підтримувала об'єднання Молдови та Валахії. Проте він був розчарований результатом і став затятим противником господаря Олександра Іоана Кузи. Його сепаратизм набув радикальних форм, і він писав про валахів, називаючи їх «циганами», а також пропагував ідеї з «Хроніки Хуру». Після вигнання Кузи коаліцією він став частиною групи русофілів у Яссах, які переконали Миколу Росетті-Розновану претендувати на трон Молдавського князівства.
3 квітня 1866 року Теодор Болдур-Лацеску взяв участь в організації сепаратистського повстання в Яссах, будучи одним з основних зачинщиків і координаторів. Після повстання міжнародна преса була заповнена російськими статтями про «боротьбу молдавського народу, поневоленого валашськими гнобителями». Він був арештований і потім звільнений, продовжуючи пропагувати сепаратизм навіть після того, як його союзники залишили боротьбу за незалежність Молдови. Болдур-Лацеску використовував як головні аргументи відмінності між молдаванами та валахами, а також страх, що в новій державі Молдова стане забутою провінцією. Антивалашське настрої та критика господаря Кароля I були постійними темами в його антиоб'єднувальних газетах «Молдова» та «Болдуру». У вересні 1867 року його побили два валашські офіцери, що викликало співчуття серед молдавських сепаратистів. Він зумів зберегти актуальність своїх сепаратистських ідей і в 1870 році. Того ж року він знову був побитий властями після того, як, на думку влади, він здійснив жорстокі вчинки стосовно тварин у зоопарку в Яссах.
Напередодні війни за незалежність Румунії Болдур-Лацеску відновив свою політичну кар'єру, ставши союзником правого політика Ласкара Катарджиу. Він опинився на південь від Бессарабії, ставши префектом Болградського повіту після того, як кілька місяців був префектом повіту Дорохой (Георге Калінеску писав, що під час його перебування на посаді префекта Дорохоя Болдур-Лацеску домігся для хворого поета Міхая Емінеску 20 галбеїв на місяць, що було скромною сумою, але безсумнівно допомогло поетові, попри опір повітового ради, і він був єдиним політиком, який допомагав поетові в його хворобі). Хоча він вступив у конфлікт з болгарами Бессарабії, Болдур-Лацеску скаржився на зловживання румунських властей щодо місцевих жителів. Він відкрив кілька газет у Болграді та Ісмаїлі. Пізніше він отримав посаду директора в Офіційному віснику. Потім він віддалився від консерваторів, ставши місцевим союзником Національної ліберальної партії в Бессарабії, в яку вступив наприкінці 1870-х років. Спочатку його обрали депутатом від Болграда, потім, знову ставши префектом Болграда, його було усунено з посади префекта, і він програв вибори до Палати депутатів. У 1880 році він виграв вибори за підтримки НЛП, був обраний депутатом від Болграда, але після анексії півдня Бессарабії Російською імперією, хоча російська влада запропонувала йому залишитися в Бессарабії та служити російській монархії, Болдур-Лацеску оселився в повіті Нямц, де успішно балотувався на пост сенатора.
Після того, як Румунія здобула незалежність, Болдур-Лацеску підтримав емансипацію євреїв. Потім він став префектом повіту Ботошані у 1887—1888 роках. Оскільки НЛП об'єдналася зі старими політичними суперниками з «Юмінімії», Болдур-Лацеску покинув партію та вступив у Консервативну партію. Він помер у 1891 році. Його дочка, Ольга, була куртизанкою, відомою участю в шантажі, за що її також було арештовано у 1896 році.
Болдур-Лацеску був оцінений за свою благодійну діяльність. Зокрема, він пожертвував 151 том французьких книг зі своєї особистої бібліотеки Національному коледжу Ботошані.